# ロシアの租税
この記事では、ロシアの租税（そぜい）について解説する。

## 主な税の種類

### 企業利潤税
日本における法人税に該当する。税率は25％で、うち7％が連邦予算、18％（2018年～2030年は17％）が地方政府予算に割り当てられる。

### 二国間租税条約
2017年9月17日に締結された日ロ租税条約は、二重課税の除去及び脱税など防止のために日本政府とロシア政府が締結した。2023年、大統領令によりほとんどの効力が停止された

### 付加価値税
ロシアへの商品の輸入、商品の販売、譲渡ならびにサービスの提供において課税される。税率は20％である。納税義務があるのはロシアで対象となる取引を行った組織または個人である。

### 社会保険料
2010年1月、統一社会税が廃止され、社会保険料が導入された。支払人は統一社会税と同じ、雇用者であり、給与の額を基準に計算する。
2023年1月より、年金基金、社会保険基金、連邦強制医療保険基金の保険料は給与の30％となった。なお一定の場合には優遇措置が行われる場合もある。

### 物品税
石油製品、エチルアルコール、アルコール飲料、たばこ類、乗用車などを商品として、その売却（輸出を含む）に対して課せられる税金である。

### 法人資産税
ロシア法人またはロシア国内において営業を行い、大陸棚を含むロシアの不動産（土地は対象外）を固定資産として有する外国組織納税者の資産に対して課税される。
上記の税以外にも、土地税、運輸税、私有財産税などの税金が発生する。

## 税金の確認方法
納税額を確認するには、ロシア連邦税務庁のWebサイトに登録されている自身のプロフィールから確認する。支払いは基本、11月末から12月上旬に行われる。支払いを怠ると罰金やもっと厳しい措置を受けることになる。

## 外国人への課税
ロシア人とロシア国内に住民登録している外国人の税金は同じ額を課税されることになっている。12か月の間に、183日以上ロシアに滞在すると居住者とみなされる。
ロシアに居住はしていないものの、収入を得ていえる場合は30％の課税を受ける。